# Meolo
Meolo es una localidad y municipio italiano de la provincia de Venecia, región de Véneto, con 6.439 habitantes.

## Evolución demográfica
| Gráfica de evolución demográfica de Meolo entre 1861 y 2001 |
|                                                             |
| Fuente ISTAT - elaboración gráfica de Wikipedia             |

## Personajes ilustres
- Fulvio Roiter, fotógrafo